# Parkeringsapp
Parkeringsapp är en digital lösning för att betala parkeringsavgift med en mobiltelefon.
I takt med att samhället digitaliserats har många parkeringsautomater ersatts med digitala lösningar som parkeringsappar. Med appen går det vanligen att förlänga parkeringstiden direkt i mobil utan att behöva gå ut till bilen. Det finns många olika appar att välja mellan vilket mött kritik då det av vissa upplevs svårt att veta vilken parkeringsapp som används var.
En undersökning visade 2022 att 62 procent av den svenska befolkningen över 18 år hade använt sig av en app istället för istället för en p-automat.